# Carbonat de coure(II)
El carbonat de coure(II), anomenat antigament carbonat de coure o carbonat cúpric, és un compost químic de color blau verdós amb la fórmula química CuCO₃ forma part de la capa de verdet que es troba al llautó, el bronze i el coure exposats a la meteorització. El seu color pot variar de blau brillant a verd per la presència de mescles.

## Reaccions
El carbonat de coure(II) va ser el primer compost químic a ser disgregat en elements químics separats (coure, carboni i oxigen). Aquesta disgregació la va fer l'any 1794 el químic Joseph Louis Proust (1754–1826). Quan s'escalfa es descompon per donar diòxid de carboni, CO₂, i òxid de coure(II), CuO, que és un sòlid negre.
El coure en l'aire humit adquireix lentament una capa de color verd sense brillantor per oxidació de la capa superior. Aquest material verd és una mescla 1:1 d'hidròxid de coure(II), Cu(OH)₂, i carbonat de coure(II), CuCO₃:
2 Cu(s) + H₂O(g) + CO₂ + O₂ → Cu(OH)₂ + CuCO3(s)
El carbonat de coure es descompon a 290 °C, alliberant diòxid de carboni i deixant òxid de coure(II):
CuCO3(s) → CuO(s) + CO2(g)
La malaquita presenta carbonat de coure(II) bàsic (Cu₂(OH)₂CO₃) i l'azurita (Cu₃(OH)₂(CO₃)₂).

## Preparació
El carbonat de coure es prepara combinat solucions aquoses de sulfat de coure(II) i carbonat de sodi:
2 CuSO₄ + 2 Na₂CO₃ + H₂O → Cu₂(OH)₂CO₃ + 2 Na₂SO₄ + CO₂

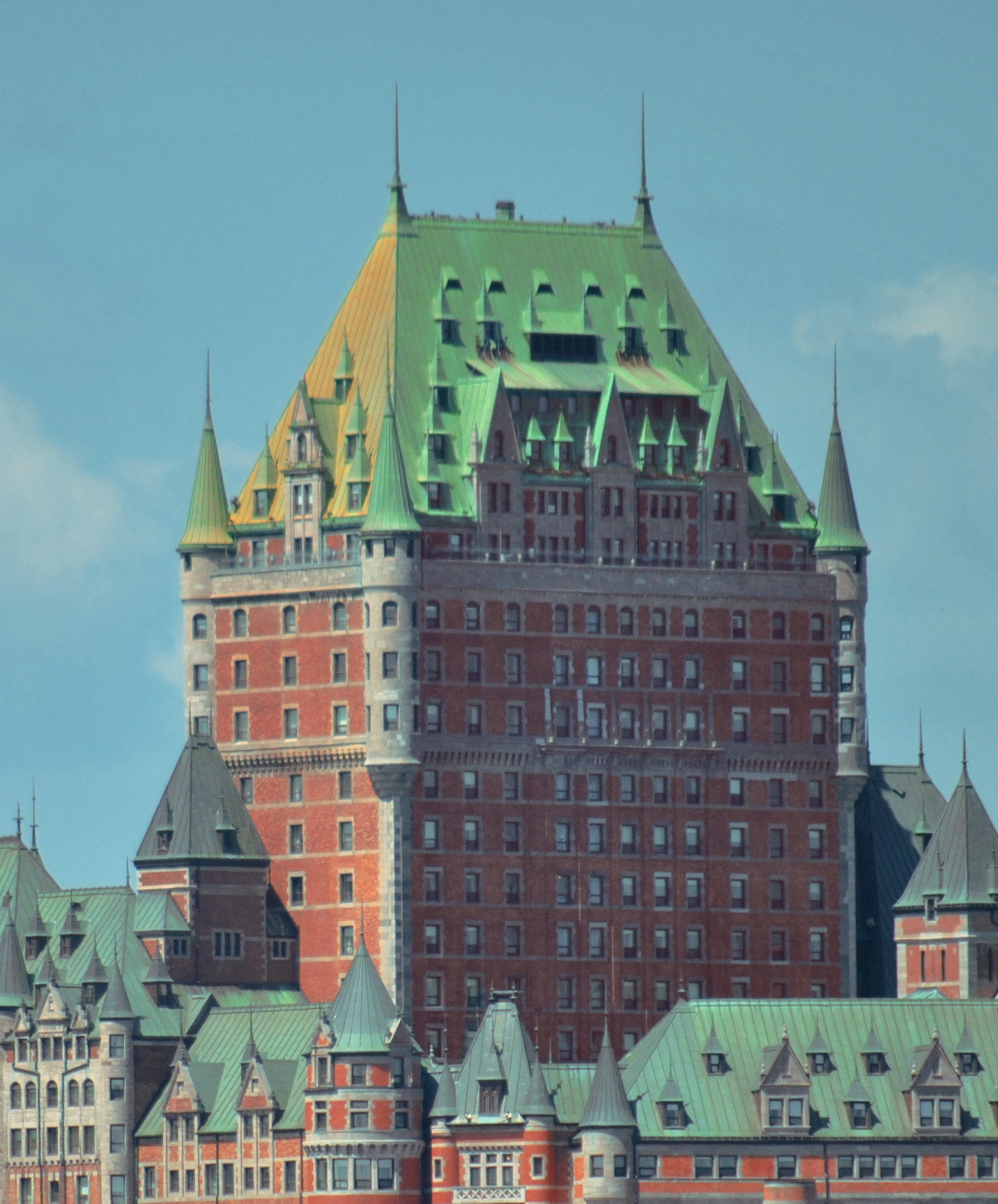
Pàtina de verdet al Château Frontenac.

 El carbonat de coure pur s'obté del carbonat de coure bàsic en presència de diòxid de carboni a 180 °C i 4.6 MPa (46 atm) de pressió.

## Usos
Anteriorment s'usava molt com pigment, i encara es fa en colors per artistes pintors. S'havia usat en algunes barres de llavis però s'ha demostrat que és tòxic. També s'havia usat com un potent algicida en aquaris i com colorant en pirotècnia.